# 拉洛斯瀑布
在英國作家托爾金奇幻小說的中土大陸裡，拉洛斯瀑布（Falls of Rauros）是位於安都因河上、南希索湖之下的大瀑布。安都因河由艾明莫爾流到南希索湖，進入寧道夫（Nindalf）。
魔戒遠征隊解散後，佛羅多·巴金斯及山姆·詹吉從西岸划船到東岸，他們須花費很大的氣力避免遭河水沖走。亞拉岡、勒苟拉斯及金靂將波羅莫的遺體放在另一只小船上，讓小船沖下瀑布。後來，法拉墨在安都因河下游看到那小船，尋回波羅莫的號角。
美國緬因洲有一支黑金屬樂隊名為拉洛斯瀑布。